# 重力外波
重力外波（infragravity waves）是频率低于风波的表面重力波——包括波浪和长浪——因此对应于波谱中低于通过风直接产生的频率的部分。
重力外波是由较短周期的海浪产生的海面重力波。次重力波的振幅在浅水区最为相关，特别是在受到高振幅和长周期风浪和海浪袭击的海岸线上。风浪和海浪较短，典型的主导周期为 1 至 25 秒。相比之下，次重力波的主要周期通常为 80 到 300 秒， 这接近于海啸的典型周期，它们具有相似的传播特性，包括在深水中的极快速度。这将重力外波与正常的海洋重力波区分开来，后者是由作用于海面的风产生的，并且比产生的风慢。
无论下文讨论的其产生机制的细节如何，重力外波都是撞击重力波的这些次谐波。 

根据波浪周期对海浪频谱进行分类。

严格来说，重力外波只是重力波的一个子类别，是指所有周期大于 30 秒的重力波。这可能包括潮汐和海洋罗斯贝波等现象，但常见的科学用途仅限于由风波组产生的重力波。
“重力外波”一词似乎是由沃尔特·芒克在 1950 年创造的。  

## 产生

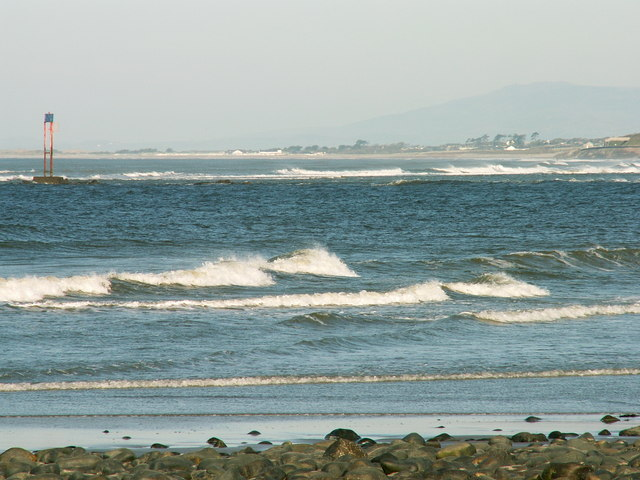
当它穿过离岸的沙洲时，可以看到冲浪破裂。沙洲有助于产生重力外波，反过来又由它们塑造。

两个主要过程可以解释能量从短风波到长重力外波的转移，这两个过程在浅水和陡峭的风浪中都很重要。最常见的过程是由 Munk 和 Tucker 首次观察到并由 Longuet-Higgins 和 Stewart 解释的风波列的次谐波相互作用。 因为风波不是单色的，所以它们形成了组。这些成群的波浪引起的斯托克斯漂移将更多的水输送到波浪最高的地方。波浪还以一种可以解释为力量的方式推动水：辐射应力的发散。结合质量和动量守恒，Longuet-Higgins 和 Stewart 用三种不同的方法给出了现在众所周知的结果。也就是说，平均海平面以等于组长度的波长振荡，在风浪最高的地方处于低水平，在这些波浪最低的地方处于高水平。海面的这种振荡与短波振幅的平方成正比，当群速度接近浅水波的速度时变得非常大。当底部倾斜时，这个过程的细节会被修改，这通常是靠近海岸的情况，但该理论捕捉到了在大多数情况下观察到的重要影响，即这种“冲浪节拍”的高水位随着海浪到达最低幅度。
Graham Symonds 和他的合作者后来提出了另一个过程。 为了解释长波和短波的这一阶段没有对立的一些情况，他们提出，当波浪较高时，破浪线在海浪中的位置向深水移动，可以起到造浪者的作用。看来这可能是对礁石上次重力波产生的一个很好的解释。

在珊瑚礁的情况下，重力内波周期是通过与珊瑚礁本身的共振建立的。  

冰架过程。

## 影响
已经观察到沿北美太平洋沿岸产生的重力外波跨洋传播到南极洲并在那里撞击罗斯冰架。它们的频率与冰架自然频率更紧密地耦合在一起，并且它们产生的冰架运动比正常的海洋重力波膨胀幅度更大。此外，它们不会像正常的海浪那样受到海冰的影响。结果，它们会弯曲浮冰架，例如罗斯冰架；这种弯曲对冰架上的破裂有很大影响。  